# Torbay
Torbay (IPA: [tɔːˈbeɪ]) is een  district en een unitaire autoriteit in een baai aan de westkant van de Lyme Bay, in de Engelse regio South West England ruwweg tussen de steden Plymouth en Exeter. Torbay werd een unitary authority op 1 april 1998. Torbay telt 136.000 inwoners en heeft een oppervlakte van 63 km². Het wordt ook wel de Engelse Rivièra genoemd vanwege de stranden en het milde klimaat.

## Geografie
Er zijn drie grote plaatsen rond de baai: Torquay in het noorden, Paignton in het westen en Brixham in het zuiden. In de loop der tijd zijn deze steden aan elkaar gegroeid waarbij kleinere plaatsen zoals St Marychurch, Cockington, Marldon, Churston Ferrers en Galmpton werden opgeslokt.
Het zuidelijke eindpunt van Torbay is Berry Head, en het noordelijke eindpunt is Hopes Nose, hoewel Torquay zelf zich verder noordelijk uitstrekt naar Babbacombe Bay, waar de populaire stranden Oddicombe en Babbacombe te vinden zijn; deze zijn bekend vanwege hun brecciekliffen.
Torbay grenst aan de South Hams aan de zuid- en westkant, en aan Teignbridge in het noorden. Steden in de buurt zijn Totnes en Dartmouth in de South Hams en Newton Abbot en Teignmouth in Teignbridge.
Vanwege het milde klimaat zijn in Torbay aan de kust veel palmbomen te zien. Deze 'palm' is echter eigenlijk de Cordyline Australis afkomstig uit Nieuw-Zeeland. Deze bomen zijn ook elders in het VK te zien, maar waren als eerste in deze regio te vinden.

## Demografie
Van de bevolking is 22,6% ouder dan 65 jaar. De werkloosheid bedraagt 4,1% van de beroepsbevolking (cijfers volkstelling 2001).
Het aantal inwoners steeg van ongeveer 122.000 in 1991 naar 129.706 in 2001.
Bath and North East Somerset* · Bedfordshire · Berkshire · Blackburn & Darwen* · Blackpool* · Bournemouth* · Brighton & Hove* · Bristol* · Buckinghamshire · Cambridgeshire · Cheshire · Cornwall · Cumbria · Darlington* · Derby* · Derbyshire · Devon · Dorset · Durham · East Riding of Yorkshire* · East Sussex · Essex · Gloucestershire · Greater London · Greater Manchester · Halton* · Hampshire · Hartlepool* · Herefordshire* · Hertfordshire · Hull* · Isle of Wight* · Kent · Lancashire · Leicester* · Leicestershire · Lincolnshire · Luton* · Medway* · Merseyside · Middlesbrough* · Milton Keynes* · Norfolk · Northamptonshire · Northumberland · North East Lincolnshire* · North Lincolnshire * · North Somerset* · North Yorkshire · Nottingham* · Nottinghamshire · Oxfordshire · Peterborough* · Plymouth* · Poole* · Portsmouth* · Redcar & Cleveland* · Rutland* · Shropshire · Somerset · Southend-on-Sea* · Southampton* · South Gloucestershire* · South Yorkshire · Staffordshire · Stockton-on-Tees* · Stoke-on-Trent* · Suffolk · Surrey · Swindon* · Telford & Wrekin* · Thurrock* · Torbay* · Tyne & Wear · Warrington* · Warwickshire · West Midlands · West Sussex · West Yorkshire · Wiltshire · Worcestershire · York* 
Overig: Ceremoniële graafschappen · Traditionele graafschappen